# Bruce Pavitt
Pour les articles homonymes, voir Pavitt.
Bruce Pavitt, né le 7 mars 1959 à Chicago, est le cofondateur du label Sub Pop, qui en signant Nirvana en 1988 a permis l'envol de la scène grunge au début des années 1990.

## Biographie
Bruce Pavitt, né le 7 mars 1959 à Chicago, est le deuxième des six enfants de Robert et Ruth Pavitt. Il déménage ensuite dans l'État de Washington pour aller à l'Evergreen State College d'Olympia. Il y anime quelques concerts et une émission de radio alternative appelée Subterranean Pop à partir de l'automne 1979 sur les ondes de KAOS. En 1980, il lance un fanzine portant le même nom, qui se concentre uniquement sur les petits labels indépendants américains. Trois compilations en cassette sont publiées avec celui-ci. Bruce Pavitt déménage en 1983 à Seattle pour y ouvrir un magasin de disques nommé Fallout. Il rédige aussi la chronique Sub Pop USA dans The Rocket et participe à une émission de radio spécialisée sur les labels indépendants sur KCMU.
Il rencontre Jonathan Poneman chez Muzak Corporation en 1986, un label attribué aux musiques d'ascenseur et d'ameublement où ils sont employés. Après que Kim Thayil, du groupe Soundgarden, leur propose d'unir leur force puisqu'ils partagent la même passion pour le punk rock, ils fondent la même année le label Sub Pop. Sub Pop 100, le premier LP du label est ainsi publié en 1986, avant que Green River ne sorte l'EP Dry As a Bone l'année suivante. Le premier EP de Soundgarden, Screaming Life, paraît en conséquence sur Sub Pop et amorce la montée en puissance du mouvement grunge.
Bruce Pavitt est à l'origine de la signature de Nirvana chez Sub Pop en 1988. Multimillionnaire notamment grâce à ce groupe, il quitte le label en 1996 puisque des désaccords sur l'avenir de la maison de disques deviennent récurrents avec Jonathan Poneman, d'autant plus que Warner Bros Records détient désormais 49 % de la compagnie.
Il publie le 13 novembre 2012 un livre intitulé Experiencing Nirvana: Grunge in Europe, 1989, qui raconte l'histoire de Nirvana, mais aussi celles de Mudhoney et Tad lors de leur voyage en Europe en 1989. Il vit désormais à Ashland, dans l'Oregon, avec sa famille mais reste investi dans le monde musical en donnant des conférences, en participant à des festivals ou en continuant d'étudier les différents genres musicaux.